# Ivan Koupreïanov
Pour les articles homonymes, voir Kupreanof.
Ivan Antonovitch Koupreïanov (en russe : Ива́н Анто́нович Купрея́нов) est un dirigeant de la Compagnie russe d'Amérique de 1835 à 1840.
Il construit à Sitka la résidence appelée Château Baranov par les premiers habitants persuadés que c'était Alexandre Baranov, son prédécesseur, qui l'avait érigée. C'est en ce lieu qu'a lieu le transfert de l'Alaska de la Russie aux États-Unis en 1867. Ce château s'est écroulé en 1897 mais son emplacement s'appelle toujours Castle Hill.
Koupreïanov et son épouse Ioulia Ivanovna ont ouvert une école de filles à Sitka. L'Île Kupreanof, dans l'Archipel Alexandre, ainsi que la ville de Kupreanof portent son nom.